# Dirka po Flandriji
Dirka po Flandriji (nizozemsko Ronde van Vlaanderen; tudi De Ronde ali Vlaanderens Mooiste) je pomladanska enodnevna kolesarska klasika oz. spomenik v Belgiji, ki jo prirejajo od leta 1913. 
Zraven Pariz–Roubaix, velja za eno izmed dveh najbolj prestižnih in najslovitejših enodnevnih kolesarskih dirk na svetu. A se niti kolesarski poznavalci, mediji, navijači in sami kolesarji ne morejo zediniti katera od teh dveh je pomembnejša in več vredna. Po prestižu sodi tik ob bok Touru in SP (cestna dirka).
Velja za najpomembnejšo dirko v Flandriji in je trenutno del svetovne serije UCI World Tour, organizira pa jo skupina Flandrijske klasike V sodobnem kolesarstvu je ena izmed petih kolesarskih spomenikov, kamor pa zraven Pariz–Roubaix (obe na tlakovcih), ki tradicionalno poteka teden dni kasneje, med spomenike spadajo še dirke Milano–San Remo, Liège–Bastogne–Liège in Dirka po Lombardiji. 
Gre za najbolj obiskano enodnevno dirko na svetu. Po mnenju številnih slovitih kolesarskih imen kot so George Hincapie, Bernard Hinault in Sean Kelly, pa tudi za daleč najtežjo in najzahtevnejša enodnevno dirko vseh časov, in ji po njihovem mnenju ni para. Tudi številni najboljši kolesarji si jo veliko bolj želijo osvojiti kot dirko Pariz–Roubaix, ki je širom sveta bržkone res bolj znana in ima daljšo tradicijo.
Zaradi zelo podobnih imen pogosto prihaja do zmede in te dirke pač ne gre zamenjati z manj prestižno pripravljalno dirko Skozi Flandrijo ali z E3 Saxo Bank Classic (znano kot "Mala dirka po Flandriji").
Skupaj z E3 Saxo Bank Classic, Gent–Wevelgem in Pariz–Roubaix spada med tlakovane klasike.
Leta 2023 (kot prvi Slovenec) in 2025 je dvakrat uspel zmagati tudi naš as Tadej Pogačar.

## Zgodovina
Dirka je bila prekinjena le v času prve svetovne vojne in tako poteka neprekinjeno od leta 1919, kar je najdlje od klasičnih dirk, leta 2016 je potekala stotič, dirke ni ustavila niti pandemija covida-19. Od leta 2004 poteka dirka tudi za ženske, toda na krajši razdalji. Ima tudi največ najuspešnejših kolesarjev po številu zmag med klasičnimi dirkami, saj je po rekordne tri zmage doseglo 7 kolesarjev; Achiel Buysse, Eric Leman, Johan Museeuw, Tom Boonen, Fiorenzo Magni, Fabian Cancellara in M. van der Poel. 

## Trasa
Zaznamujejo jo ozke ceste po hribih flamskih Ardenov, ki so pogosto stopničasti in tlakovani, zaradi česar se kolesarju stalno borijo za položaj v ospredju glavnine. Štart in cilj se je skozi leta spreminjal. 
Od leta 2022 se štart dirke na vsake dve leti začne izmenjaje v Antwerpnu ali Bruggeju, cilj pa je od leta 2012 vseskozi v mestu Oudenaarde. Dolžina dirka varira, a trenutno je dolga približno 270 km.

### Start in cilj
- 1913; Gent – Mariakerke
- 1914; Gent – Evergem
- 1919–1923; Gent – Gentbrugge (Arsenal)
- 1924–1927; Gent – Velodrom Gent (Citadelpark)
- 1928–1941; Gent – Wetteren
- 1942–1944; Gent – Velodrom Gent (Citadelpark)
- 1945–1961; Gent – Wetteren
- 1962–1972; Gent – Gentbrugge
- 1973–1976; Gent – Meerbeke
- 1977–1997; Sint-Niklaas – Meerbeke
- 1998–2011; Brugge – Meerbeke
- 2012–2016; Brugge – Oudenaarde
- 2017–2022; Antwerpen – Oudenaarde
- 2023; Brugge – Oudenaarde
- 2024; Antwerpen – Oudenaarde
- 2025; Brugge – Oudenaarde
- 2026; Antwerpen – Oudenaarde
- 2027; Brugge – Oudenaarde
- 2028; Antwerpen – Oudenaarde

### Vzponi
| št. | Vzpon          | Kilometrov (do cilja) | Podlaga | Dolžina (metri) | Povprečni naklon | Maksimalni naklon |
| --- | -------------- | --------------------- | ------- | --------------- | ---------------- | ----------------- |
| 1   | Tiegemberg     | 177                   | asfalt  | 750             | 5,6%             | 9%                |
| 2   | Oude Kwaremont | 152                   | kocke   | 2200            | 4,2%             | 11%               |
| 3   | Kortekeer      | 141                   | asfalt  | 1000            | 6,4%             | 17,1%             |
| 4   | Eikenberg      | 134                   | kocke   | 1300            | 6,2%             | 11%               |
| 5   | Wolvenberg     | 131                   | asfalt  | 666             | 6,8%             | 17,3%             |
| 6   | Molenberg      | 118                   | kocke   | 463             | 7%               | 14,2%             |
| 7   | Leberg         | 97                    | asfalt  | 700             | 6,1%             | 14%               |
| 8   | Berendries     | 93                    | asfalt  | 940             | 7,1%             | 12,4%             |
| 9   | Valkenberg     | 88                    | asfalt  | 875             | 6%               | 15%               |
| 10  | Kaperij        | 77                    | asfalt  | 1250            | 5%               | 8%                |
| 11  | Kanarieberg    | 70                    | asfalt  | 1000            | 7,7%             | 14%               |
| 12  | Oude Kwaremont | 54                    | kocke   | 2200            | 4,2%             | 11%               |
| 13  | Paterberg      | 51                    | kocke   | 400             | 12,5%            | 20%               |
| 14  | Koppenberg     | 44                    | kocke   | 600             | 11,6%            | 22%               |
| 15  | Steenbeekdries | 39                    | kocke   | 820             | 7,6%             | 12,8%             |
| 16  | Taaienberg     | 36                    | kocke   | 800             | 7,1%             | 18%               |
| 17  | Kruisberg      | 26                    | kocke   | 1875            | 5%               | 9%                |
| 18  | Oude Kwaremont | 16                    | kocke   | 2200            | 4,2%             | 12%               |
| 19  | Paterberg      | 13                    | kocke   | 400             | 12,5%            | 20%               |

## Moški

### Zmagovalci po letih
| Leto                                                         | Zmagovalec           | Drugi                  | Tretji                     |
| ------------------------------------------------------------ | -------------------- | ---------------------- | -------------------------- |
| 1913                                                         | Paul Deman           | Joseph Van Daele       | Victor Doms                |
| 1914                                                         | Marcel Buysse        | Henri Van Lerberghe    | Pierre Van De Velde        |
| med leti 1915 in 1918 dirke zaradi I. svetovne vojne ni bilo |                      |                        |                            |
| 1919                                                         | Henri Van Lerberghe  | Léon Buysse            | Jules Van Hevel            |
| 1920                                                         | Jules Van Hevel      | Albert Dejonghe        | Alphonse Van Hecke         |
| 1921                                                         | René Vermandel       | Jules Van Hevel        | Louis Budts                |
| 1922                                                         | Léon Devos           | Jean Brunier           | Francis Pélissier          |
| 1923                                                         | Heiri Suter          | Charles Deruyter       | Albert Dejonghe            |
| 1924                                                         | Gérard Debaets       | René Vermandel         | Félix Sellier              |
| 1925                                                         | Julien Delbecque     | Joseph Pé              | Hector Martin              |
| 1926                                                         | Denis Verschueren    | Gustaaf Van Slembrouck | Raymond Decorte            |
| 1927                                                         | Gérard Debaets       | Gustaaf Van Slembrouck | Maurice Dewaele            |
| 1928                                                         | Jan Mertens          | Auguste Mortelmans     | Louis Delannoy             |
| 1929                                                         | Joseph Dervaes       | Georges Ronsse         | Alfred Hamerlinck          |
| 1930                                                         | Frans Bonduel        | Aimé Dossche           | Emilie Joly                |
| 1931                                                         | Romain Gijssels      | César Bogaert          | Jean Aerts                 |
| 1932                                                         | Romain Gijssels      | Alfons Deloor          | Alfred Hamerlinck          |
| 1933                                                         | Alphons Schepers     | Léon Tommies           | Romain Gijssels            |
| 1934                                                         | Gaston Rebry         | Alphons Schepers       | Félicien Vervaecke         |
| 1935                                                         | Louis Duerloo        | Éloi Meulenberg        | Corneille Leemans          |
| 1936                                                         | Louis Hardiquest     | Edgard De Caluwé       | François Neuville          |
| 1937                                                         | Michel D'Hooghe      | Hubert Deltour         | Louis Hardiquest           |
| 1938                                                         | Edgard De Caluwé     | Sylvère Maes           | Marcel Kint                |
| 1939                                                         | Karel Kaers          | Romains Maes           | Edward Vissers             |
| 1940                                                         | Achiel Buysse        | Georges Christiaens    | Alberic Schotte            |
| 1941                                                         | Achiel Buysse        | Gustave Van Overloop   | Odiel Van Den Meerschaut   |
| 1942                                                         | Alberic Schotte      | Georges Claes          | Robert Van Eenaeme         |
| 1943                                                         | Achiel Buysse        | Albert Sercu           | Camille Beeckman           |
| 1944                                                         | Rik Van Steenbergen  | Alberic Schotte        | Jef Moerenhout             |
| 1945                                                         | Sylvain Grysolle     | Albert Sercu           | Jef Moerenhout             |
| 1946                                                         | Rik Van Steenbergen  | Louis Thiétard         | Alberic Schotte            |
| 1947                                                         | Emiel Faignaert      | Roger De Smet          | Henry Renders              |
| 1948                                                         | Alberic Schotte      | Albert Ramon           | Marcel Rijckaert           |
| 1949                                                         | Fiorenzo Magni       | Valère Ollivier        | Alberic Schotte            |
| 1950                                                         | Fiorenzo Magni       | Alberic Schotte        | Louis Caput                |
| 1951                                                         | Fiorenzo Magni       | Bernard Gauthier       | Attilio Redolfi            |
| 1952                                                         | Roger Decock         | Loretto Petrucci       | Alberic Schotte            |
| 1953                                                         | Wim van Est          | Désiré Keteleer        | Bernard Gauthier           |
| 1954                                                         | Raymond Impanis      | François Mahé          | Alphonse Vandenbrande      |
| 1955                                                         | Louison Bobet        | Hugo Koblet            | Rik Van Steenbergen        |
| 1956                                                         | Jean Forestier       | Stan Ockers            | Léon Van Daele             |
| 1957                                                         | Fred De Bruyne       | Joseph Planckaert      | Norbert Kerckhove          |
| 1958                                                         | Germain Derycke      | Willy Truye            | Angelo Conterno            |
| 1959                                                         | Rik Van Looy         | Frans Schoubben        | Gilbert Desmet             |
| 1960                                                         | Arthur De Cabooter   | Jean Graczyk           | Rik Van Looy               |
| 1961                                                         | Tom Simpson          | Nino Defilippis        | Jo de Haan                 |
| 1962                                                         | Rik Van Looy         | Michel Van Aerde       | Norbert Kerckhove          |
| 1963                                                         | Noël Foré            | Frans Melckenbeeck     | Tom Simpson                |
| 1964                                                         | Rudi Altig           | Benoni Beheyt          | Jo de Roo                  |
| 1965                                                         | Jo de Roo            | Edward Sels            | Georges Vanconingsloo      |
| 1966                                                         | Edward Sels          | Adriano Durante        | Georges Vandenberghe       |
| 1967                                                         | Dino Zandegù         | Noël Foré              | Eddy Merckx                |
| 1968                                                         | Walter Godefroot     | Rudi Altig             | Jan Janssen                |
| 1969                                                         | Eddy Merckx          | Felice Gimondi         | Marino Basso               |
| 1970                                                         | Eric Leman           | Walter Godefroot       | Eddy Merckx                |
| 1971                                                         | Evert Dolman         | Frans Kerremans        | Cyrille Guimard            |
| 1972                                                         | Eric Leman           | André Dierickx         | Frans Verbeeck             |
| 1973                                                         | Eric Leman           | Freddy Maertens        | Eddy Merckx                |
| 1974                                                         | Cees Bal             | Frans Verbeeck         | Eddy Merckx                |
| 1975                                                         | Eddy Merckx          | Frans Verbeeck         | Marc Demeyer               |
| 1976                                                         | Walter Planckaert    | Francesco Moser        | Marc Demeyer               |
| 1977                                                         | Roger De Vlaeminck   | Walter Godefroot       | Jan Raas                   |
| 1978                                                         | Walter Godefroot     | Michel Pollentier      | Gregor Braun               |
| 1979                                                         | Jan Raas             | Marc Demeyer           | Daniel Willems             |
| 1980                                                         | Michel Pollentier    | Francesco Moser        | Jan Raas                   |
| 1981                                                         | Hennie Kuiper        | Frits Pirard           | Jan Raas                   |
| 1982                                                         | René Martens         | Eddy Planckaert        | Rudy Pevenage              |
| 1983                                                         | Jan Raas             | Ludo Peeters           | Marc Sergeant              |
| 1984                                                         | Johan Lammerts       | Sean Kelly             | Jean-Luc Vandenbroucke     |
| 1985                                                         | Eric Vanderaerden    | Phil Anderson          | Hennie Kuiper              |
| 1986                                                         | Adrie van der Poel   | Sean Kelly             | Jean-Philippe Vandenbrande |
| 1987                                                         | Claude Criquielion   | Sean Kelly             | Eric Vanderaerden          |
| 1988                                                         | Eddy Planckaert      | Phil Anderson          | Adrie van der Poel         |
| 1989                                                         | Edwig Van Hooydonck  | Herman Frison          | Dag Otto Lauritzen         |
| 1990                                                         | Moreno Argentin      | Rudy Dhaenens          | John Talen                 |
| 1991                                                         | Edwig Van Hooydonck  | Johan Museeuw          | Rolf Sørensen              |
| 1992                                                         | Jacky Durand         | Thomas Wegmüller       | Edwig Van Hooydonck        |
| 1993                                                         | Johan Museeuw        | Frans Maassen          | Dario Bottaro              |
| 1994                                                         | Gianni Bugno         | Johan Museeuw          | Andrej Čmil                |
| 1995                                                         | Johan Museeuw        | Fabio Baldato          | Andrej Čmil                |
| 1996                                                         | Michele Bartoli      | Fabio Baldato          | Johan Museeuw              |
| 1997                                                         | Rolf Sørensen        | Frédéric Moncassin     | Franco Ballerini           |
| 1998                                                         | Johan Museeuw        | Stefano Zanini         | Andrej Čmil                |
| 1999                                                         | Peter Van Petegem    | Frank Vandenbroucke    | Johan Museeuw              |
| 2000                                                         | Andrej Čmil          | Dario Pieri            | Romāns Vainšteins          |
| 2001                                                         | Gianluca Bortolami   | Erik Dekker            | Denis Zanette              |
| 2002                                                         | Andrea Tafi          | Johan Museeuw          | Peter Van Petegem          |
| 2003                                                         | Peter Van Petegem    | Frank Vandenbroucke    | Stuart O'Grady             |
| 2004                                                         | Steffen Wesemann     | Leif Hoste             | Dave Bruylandts            |
| 2005                                                         | Tom Boonen           | Andreas Klier          | Peter Van Petegem          |
| 2006                                                         | Tom Boonen           | Leif Hoste             | George Hincapie            |
| 2007                                                         | Alessandro Ballan    | Leif Hoste             | Luca Paolini               |
| 2008                                                         | Stijn Devolder       | Nick Nuyens            | Juan Antonio Flecha        |
| 2009                                                         | Stijn Devolder       | Heinrich Haussler      | Philippe Gilbert           |
| 2010                                                         | Fabian Cancellara    | Tom Boonen             | Philippe Gilbert           |
| 2011                                                         | Nick Nuyens          | Sylvain Chavanel       | Fabian Cancellara          |
| 2012                                                         | Tom Boonen           | Filippo Pozzato        | Alessandro Ballan          |
| 2013                                                         | Fabian Cancellara    | Peter Sagan            | Jürgen Roelandts           |
| 2014                                                         | Fabian Cancellara    | Greg Van Avermaet      | Sep Vanmarcke              |
| 2015                                                         | Alexander Kristoff   | Niki Terpstra          | Greg Van Avermaet          |
| 2016                                                         | Peter Sagan          | Fabian Cancellara      | Sep Vanmarcke              |
| 2017                                                         | Philippe Gilbert     | Greg Van Avermaet      | Niki Terpstra              |
| 2018                                                         | Niki Terpstra        | Mads Pedersen          | Philippe Gilbert           |
| 2019                                                         | Alberto Bettiol      | Kasper Asgreen         | Alexander Kristoff         |
| 2020                                                         | Mathieu van der Poel | Wout Van Aert          | Alexander Kristoff         |
| 2021                                                         | Kasper Asgreen       | Mathieu van der Poel   | Greg Van Avermaet          |
| 2022                                                         | Mathieu van der Poel | Dylan Van Baarle       | Valentin Madouas           |
| 2023                                                         | Tadej Pogačar        | Mathieu van der Poel   | Mads Pedersen              |
| 2024                                                         | Mathieu van der Poel | Luca Mozzato           | Nils Politt                |
| 2025                                                         | Tadej Pogačar        | Mads Pedersen          | Mathieu van der Poel       |

### Večkratni zmagovalci
| Zmage | Kolesar              | Edicija          |
| ----- | -------------------- | ---------------- |
| 3     | Achiel Buysse        | 1940, 1941, 1943 |
| 3     | Fiorenzo Magni       | 1949, 1950, 1951 |
| 3     | Eric Leman           | 1970, 1972, 1973 |
| 3     | Johan Museeuw        | 1993, 1995, 1998 |
| 3     | Tom Boonen           | 2005, 2006, 2012 |
| 3     | Fabian Cancellara    | 2010, 2013, 2014 |
| 3     | Mathieu van der Poel | 2020, 2022, 2024 |
| 2     | Gerard Debaets       | 1924, 1927       |
| 2     | Romain Gijssels      | 1931, 1932       |
| 2     | Briek Schotte        | 1942, 1948       |
| 2     | Rik Van Steenbergen  | 1944, 1946       |
| 2     | Rik Van Looy         | 1959, 1962       |
| 2     | Walter Godefroot     | 1968, 1978       |
| 2     | Eddy Merckx          | 1969, 1975       |
| 2     | Jan Raas             | 1979, 1983       |
| 2     | Edwig Van Hooydonck  | 1989, 1991       |
| 2     | Peter Van Petegem    | 1999, 2003       |
| 2     | Stijn Devolder       | 2008, 2009       |
| 2     | Tadej Pogačar        | 2023, 2025       |

### Zmagovalci po državah
| Zmage | Država                   |
| ----- | ------------------------ |
| 69    | Belgija                  |
| 13    | Nizozemska               |
| 11    | Italija                  |
| 4     | Švica                    |
| 3     | Francija                 |
| 2     | Danska                   |
| 2     | Slovenija                |
| 1     | Združeno kraljestvo      |
| 1     | Nemčija                  |
| 1     | Zvezna republika Nemčija |
| 1     | Norveška                 |
| 1     | Slovaška                 |

### Dvojček Flandrija in Pariz–Roubaix v istem letu
13-krat do zdaj se je zgodil ta zmagovalni dvojček v istem letu. Tom Boonen in Fabian Cancellara sta ga edina do sedaj uspela osvojiti dvakrat.
| Kolesar               | Država     | Leto |
| --------------------- | ---------- | ---- |
| Henri Suter           | Švica      | 1923 |
| Romain Gijssels       | Belgija    | 1932 |
| Gaston Rebry          | Belgija    | 1934 |
| Raymond Impanis       | Belgija    | 1954 |
| Fred De Bruyne        | Belgija    | 1957 |
| Rik Van Looy          | Belgija    | 1962 |
| Roger De Vlaeminck    | Belgija    | 1977 |
| Peter van Petegem     | Belgija    | 2003 |
| Tom Boonen            | Belgija    | 2005 |
| Fabian Cancellara     | Švica      | 2010 |
| Tom Boonen (2)        | Belgija    | 2012 |
| Fabian Cancellara (2) | Švica      | 2013 |
| Mathieu van der Poel  | Nizozemska | 2024 |